# Claudio Casacci
| Odkryte planetoidy: 8 (wspólnie z Maurą Tombelli) | Odkryte planetoidy: 8 (wspólnie z Maurą Tombelli) | Odkryte planetoidy: 8 (wspólnie z Maurą Tombelli) |
| ------------------------------------------------- | ------------------------------------------------- | ------------------------------------------------- |
| (15968) Waltercugno                               | 27 lutego 1998                                    |                                                   |
| (18627) Rogerbonnet                               | 27 lutego 1998                                    |                                                   |
| (19331) Stefanovitale                             | 4 grudnia 1996                                    |                                                   |
| (20194) Ilarialocantore                           | 30 stycznia 1997                                  |                                                   |
| (21256) Robertobattiston                          | 14 lutego 1996                                    |                                                   |
| (24856) Messidoro                                 | 15 stycznia 1996                                  |                                                   |
| (24890) Amaliafinzi                               | 4 grudnia 1996                                    |                                                   |
| (43881) Cerreto                                   | 25 lutego 1995                                    |                                                   |

Claudio Casacci (ur. 1958) – włoski astronom amator.
Wspólnie z Maurą Tombelli odkrył 8 planetoid.
Zajmuje się popularyzacją astronomii. Był zaangażowany w organizację kilku międzynarodowych konferencji astronomicznych.
Jego nazwiskiem nazwano planetoidę (4814) Casacci.